# Лопхари
Лопхари́ — село в южной части Шуры́шкарского района Ямало-Ненецкого автономного округа России.

## География
Расположено на правом берегу реки Кунова́т (правом притоке реки Обь), в 178 км к югу от Салехарда и в 69 км к юго-востоку от районного центра — села Мужи.
Ближайший населенный пункт в 30 километрах к северо-западу — село Горки.

## Население
| 1989 | 2002 | 2010 | 2021 |
| ---- | ---- | ---- | ---- |
| 435  | ↗461 | ↗489 | ↘422 |

Население по данным на 2012 год — 668 человек. 90 % населения ханты, остальные коми, ненцы, селькупы и русские.
Население занимается в основном рыбалкой и охотой. Сельское хозяйство слабо развито. Жители села выращивают на собственных участках картофель, зелень, морковь, капусту и прочие стойкие к северному климату культуры. В парниках (теплицах) огурцы, помидоры, перец и т. д.

## Название
Лопхари́ — в переводе с языка ханты — «вёсельное место». По местному преданию в стародавние времена в данной местности жили мастера, изготавливающие вёсла и деревянные лодки.

## История
Точная дата основания села Лопхари на сегодняшний день неизвестна. До 1940-х годов Лопхарей как населенного пункта не существовало.
Рыбаки-ханты в летнее время рыбачили в реках Куноват и Угловат и их разливах (сорах), к середине лета каслали в Летние Лопхари (расположенном на одноименном острове, в двух километрах западнее и ниже по течению реки Куноват относительно с. Лопхари), где устанавливали запор в устье реки Куноват. По рассказам старожилов, на месте нынешних Лопхарей местные жители изготавливали лодки-калданки и весла. Именно этим и объясняется название села Лопхари — «место, где изготавливали весла».
Здесь 27 июля 1944 года в составе Омской области создан Куновaтский национальный совет, который объединял большое количество деревушек, юрт и гортов, летовий и зимовий. 12 октября 1976 года он получил название Лопхаринский сельский совет.
В 1939-1940 годах на территории сельсовета были организованы два колхоза: «Путь Сталина» (хозяйственный центр — с. Лопхари) и «За лучшую жизнь» (д. Казым-Мыс). Это были простейшие производственные объединения, действовавшие на основе Устава рыболовецкой артели. Но помимо рыболовства занимались они практически всеми необходимыми в то время видами деятельности: оленеводством, животноводством, растениеводством, звероводством, пушным промыслом.
С 2005 до 2022 гг. село было центром сельского поселения Лопхаринское, упразднённого в 2022 году в связи с преобразованием муниципального района в муниципальный округ.

## Инфраструктура
В селе функционирует школа, фельдшерско-акушерский пункт, два магазина, ЖКХ — электростанция и котельная (филиал АО «Ямалкоммунэнерго»), рыбучасток (Лопхаринский участок ЗАО «Горковский рыбозавод»), общественная баня, дом культуры и библиотека, отделение почты, аэропорт (для вертолетного сообщения), грузопассажирский причал.
В селе действуют три оператора связи: Ростелеком (стационарная телефонная связь и интернет), Теле2 (сотовая связь и мобильный интернет), Мотив (сотовая связь и мобильный интернет).
На территории села и окрестностях работает радиостанция «Авторадио» с включением местных (районных) новостей и рекламы на частоте 103,4 МГц.
Летом транспортная схема организована по рекам Обь и Куноват. Зимой функционирует зи́мник - сезонная зимняя автомобильная дорога, соединяющая Лопхари с районным центром с. Мужи, региональным центром г. Салехард и ближайшей железнодорожной станцией г. Лабытнанги. Авиасообщение (вертолётная площадка) функционирует круглый год, но регулярные пассажирские рейсы авиакомпания ООО АК "Ямал" выполняет только в зимний период и в период весенней и осенней распутицы. При необходимости в любое время года и время суток выполняются экстренные рейсы из г. Салехард вертолетами санавиации и МЧС.

## Транспорт
В период навигации через Лопхари курсируют пассажирские теплоходы по следующим маршрутам: «Мужи — Лопхари», «Салехард — Казым-Мыс», «Омск — Салехард».
Зимой и в периоды весенней и осенней распутицы совершает рейсы пассажирский вертолет авиакомпании ООО «АК Ямал» по маршруту «Салехард — Лопхари (через Мужи)»
В селе имеется грузопассажирский причал и вертолетная площадка со зданием, в котором расположены касса и зал ожидания. В холодное время года, при достаточной глубине снежного покрова и толщине льда на реках, функционирует зимник от с. Лопхари через с. Горки до соединения с зимником «Лабытнанги — Мужи — Азовы — Теги — Березово — Приобье».